# Ripieno
Ripieno (del italiano: relleno) es una indicación que se utilizaba principalmente en las composiciones musicales de los siglos XVII y XVIII para distinguir al grupo grande de instrumentos (también llamado tutti) del grupo de solistas.
Su uso se relaciona sobre todo con el concerto grosso, en donde se diferenciaba entre el concertino (los solistas) y el ripieno (el grupo que lo reforzaba y daba la base rítmica, llevaba generalmente el bajo continuo). Este término, sin embargo, también aparece en otras composiciones para indicar una voz que debe ser interpretada por más de una persona, ya sea vocal o instrumentalmente, o para referirse a voces que refuerzan a los solistas en los pasajes más sonoros. La participación del ripieno se marca en la partitura con las palabras ripieno, con ripieno o in ripieno (más adelante también con tutti) y su ausencia con senza ripieno (o solo).
El término ripieno también se utiliza para indicar el registro del coro principal del órgano o el órgano pleno. Por su parte, mezzo ripieno implica el uso de sólo una parte del coro principal, generalmente incluye un registro de flauta de 8'. Curiosamente, el jazz emplea muy comúnmente la estructura del concerto grosso con concertino y el ripieno.
- Datos: Q1052100